# Hemozoïna
L'hemozoïna (en anglès hemozoin o haemozoin) és un producte de rebuig format a partir de la digestió de la sang per alguns paràsits que s'alimenten d'aquest líquid corporal. Aquests organismes hematòfags, com ara els paràsits de la malària (Plasmodi spp.), Rhodnius i Schistosoma, digereixen l'hemoglobina de la sang i alliberen grans quantitats de grups hemo, el component no proteic de l'hemoglobina. Un grup hemo és un cofactor enzimàtic que consisteix en un àtom de ferro contingut en el centre d'un anell heterocíclic de porfirina. El grup hemo en el seu estat lliure (sense estar associat amb una proteïna) és tòxic per a les cèl·lules, per això els paràsits el converteixen en una forma cristal·lina insoluble anomenada hemozoïna. En plasmodis, l'hemozoïna sovint és anomenada pigment de la malària.
Com que la formació de l'hemozoïna és essencial per a la supervivència d'aquests paràsits, és un objectiu atractiu pel desenvolupament de possibles fàrmacs i s'estudia molt en Plasmodis com a mètode per tractar la malària. Molts dels antimalàrics utilitzats actualment, com la cloroquina i la mefloquina, han estat dissenyats per matar els paràsits de la malària per mitjà de la inhibició de la biocristal·lització de l'hemozoïna.

## Descobriment
El pigment marró negrós va ser observat per primera vegada per part de Johann Heinrich Meckel l'any 1847 en la sang i la melsa d'una persona boja. Tanmateix, no va ser fins a l'any 1849 quan la presència d'aquest pigment va ser relacionada amb la infecció de la malària. Inicialment, es va creure que aquest pigment era produït pel cos com a resposta a la infecció, però Charles Louis Alphonse Laveran es va adonar l'any 1880 que l'anomenat "pigment de la malària" és, en realitat, produït pels paràsits, a mesura que es van multiplicant dins els glòbuls vermells. La relació entre el pigment i els paràsits de la malària va ser utilitzada per Ronald Ross per identificar les etapes en el cicle de vida del Plasmodi mentre viu dins el mosquit, perquè, tot i que aquestes formes del paràsit són aparentment diferents de les etapes del paràsit en la sang, també contenen traces del pigment.
Més endavant, l'any 1891, T. Carbone i W.H. Marró van publicar articles que enllacen la degradació de l'hemoglobina amb la producció del pigment, descrivint el pigment de la malària com una forma d'hematina, refutant la idea àmpliament acceptada que el pigment estava relacionat amb la melanina. Brown va observar que totes les melanines perden el seu color ràpidament quan són tractades amb permanganat de potassi, en canvi aquest pigment no manifesta cap signe de descoloriment. El nom en anglès hemozoin va ser proposat per Louis Westenra Sambon. Durant a dècada del 1930 diversos autors van identificar l'hemozoïna com una forma cristal·lina i pura de l'α-hematina i van demostrar que la substància no contenia proteïnes en els cristalls, sense donar cap explicació pel que fa a les diferències de solubilitat entre els cristalls del pigment de la malària i l' α-hematina.

## Formació

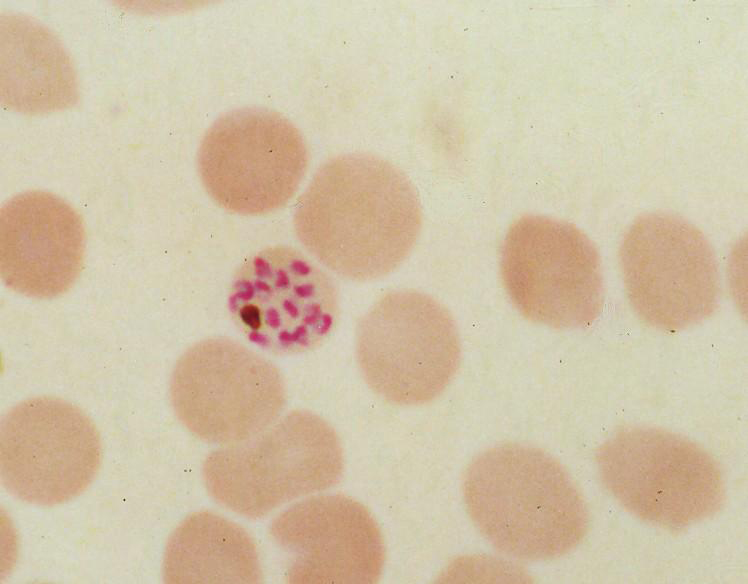
Glòbul vermell humà infectat pel paràsit de la malària Plasmodi falcípar, mostrant un cos residual amb hemozoïna de color marró.

Durant el seu cicle de reproducció asexual dins els eritròcits, el Plasmodi falciparum consumeix fins al 80% de l'hemoglobina de la cèl·lula amfitriona. La digestió d'hemoglobina allibera α-hematina (ferriprotoporfirina IX) monomèrica. Aquest compost és tòxic, degut al seu caràcter pro-oxidant que fa que catalitzi la producció d'espècies reactives d'oxigen. Es creu que l'estrès oxidatiu és generat durant la conversió del grup hemo (ferroprotopofirina) a hematina (ferriprotopofirina). L'hematina lliure també es pot unir a la membrana cel·lular i destruir-la causant la lisi de l'eritròcit amfitrió. La reactivitat peculiar d'aquesta molècula ha estat demostrada en variades condicions experimentals tant in vitro com in vivo.

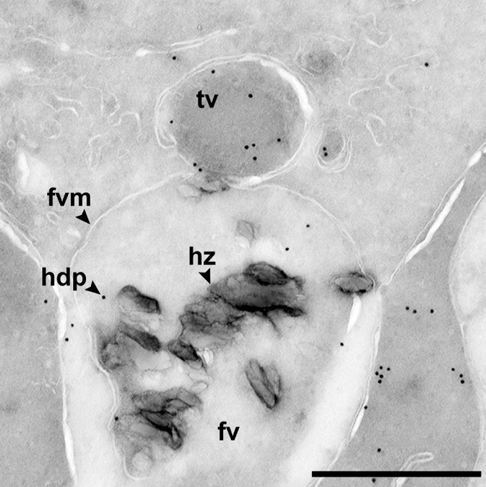
Vesícula de transport que reparteix proteïna desintoxicant (hdp, de l'anglès heme detoxification protein) de grups hemo a un vacúol alimentari del plasmodi (fv, de l'anglès food vacuole) contenint cristalls d'hemozoïna (hz). La mida de la barra és 0.5 µm.

Llavors el paràsit de malària desintoxica la cèl·lula d'hematina per mitjà de la seva biocristal·lització, convertint-la en cristalls insolubles de β-hematina (anomenada hemozoïna) que són químicament inerts. En el Plasmodi, el vacúol alimentari s'omple amb cristalls d'hemozoïna, els quals fan aproximadament uns 100-200 nanòmetres de llargària, cadascun dels quals conté aproximadament 80.000 grups hemo. La desintoxicació a través de la biocristal·lització és un procés distint del de desintoxicació en mamífers, en què un enzim anomenat hemo oxigenasa trenca els grups hemo excessius en biliverdina, ferro, i monòxid de carboni.
Diversos mecanismes han estat proposats per a la producció d'hemozoïna en el Plasmodi. Hi ha una gran controvèrsia al voltant d'aquest tema, els lípids de membrana, les proteïnes riques en histidina, o fins i tot una combinació d'ambdós, han estat proposats com a catalitzador de la formació d'hemozoïna. Altres autors han descrit una proteïna desintoxicant de grups hemo, reclamant que aquesta és més potent que qualsevol lípid o proteïna rica en histidina. És possible que molts processos contribueixen a la formació d'hemozoïna. La formació d'hemozoïna en altres organismes que s'alimenten de sang no ha estat tan ben estudiada com en el Plasmodi. Tanmateix, estudis en Schistosoma mansoni han revelat que aquest cuc paràsit produeix grans quantitats d'hemozoïna durant el seu creixement en el torrent sanguini humà. Tot i que les formes dels cristalls són diferents d'aquelles produïdes pels paràsits de la malària, l'anàlisi química del pigment produït per Schistosoma mansoni va mostrar que es tracta igualment d'hemozoïna. De la mateixa manera, els cristalls formats en l'intestí del Rhodnius prolixus durant la digestió de la sang també tenen una forma única, però estan compostos així mateix d'hemozoïna. La formació d'hemozoïna en l'intestí mitjà del R. prolixus ocorre en condicions fisicoquímiques fisiològicament rellevants a la vegada que els lípids porten a terme una funció important en la biocristal·lizació dels grups hemo. S'ha demostrat que la cristal·lització autocatalítica de grups hemo és un procés ineficient i que aquesta conversió minva a mesura que la concentració d'hemozoïna augmenta.

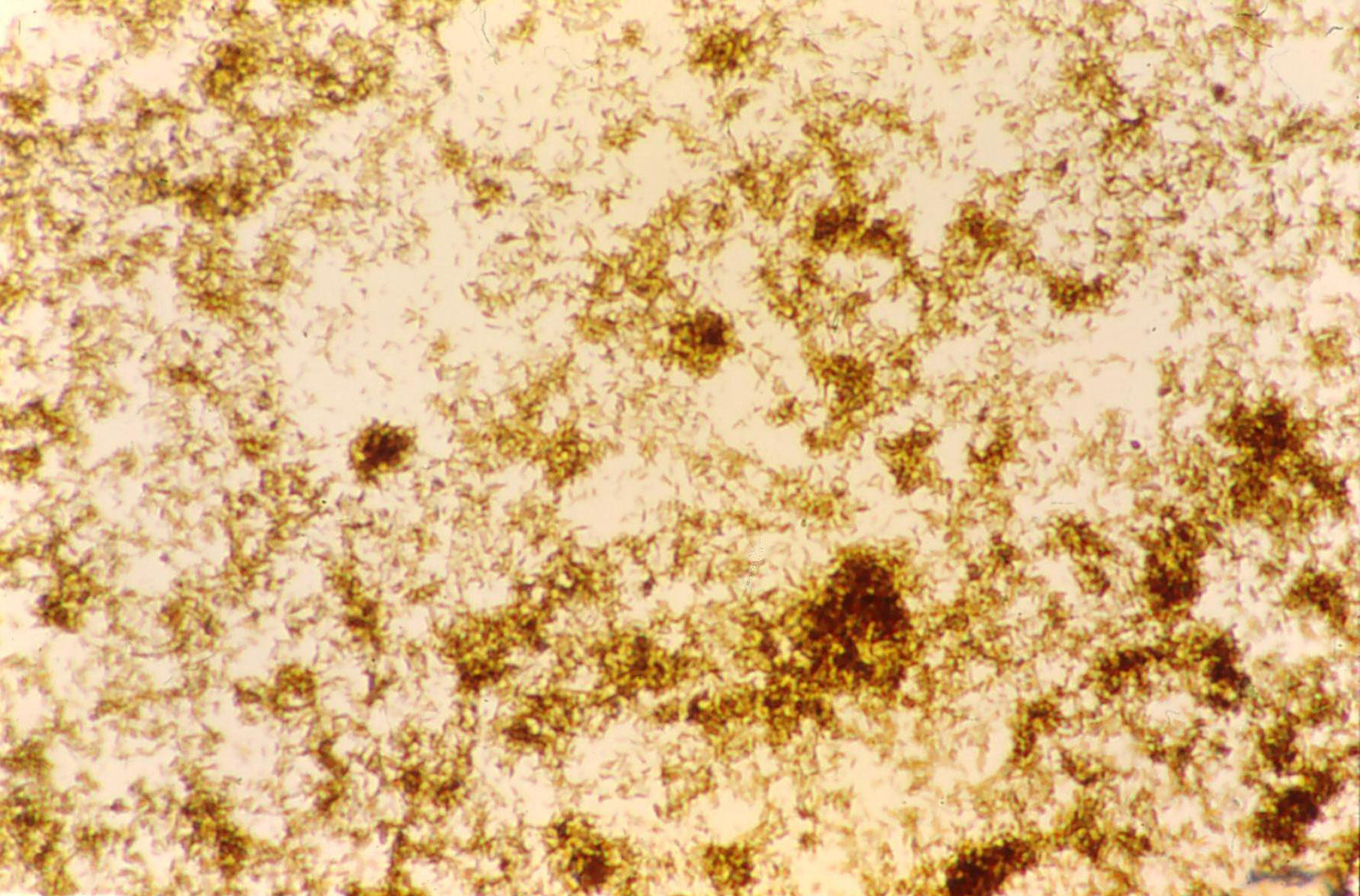
Hemozoïna purificada a partir de P. falciparum

Molts altres mecanismes de protecció han estat desenvolupats per part d'una gran varietat d'hematòfags contra els efectes tòxics del grup hemo lliure. Els mosquits digereixen els seus àpats de sang de manera extracel·lular i no produeixen hemozoïna. El grup hemo és retingut en la matriu peritròfica, una capa de proteïna i polisacàrids que cobreix l'intestí mitjà i separa les cèl·lules intestinals dels bolus de sang que estan sent digerits.
Tot i que la β-hematina pot ser produïda espontàniament en assajos a pH baix, el desenvolupament d'un mètode senzill i fiable per mesurar la producció d'hemozoïna ha resultat difícil. Això és degut en part a la incertesa sobre quines molècules són implicades en la producció d'hemozoïna, i en part a la dificultat per mesurar la diferència entre agregats o precipitats de grups hemo, en comparació als de hemozoïna genuïna. L'actual mètode és sensible i precís, però requereix múltiples etapes de rentat que són lentes i, per tant, no ideals per cribratge d'alt rendiment. Tanmateix, alguns cribratges han estat duts a terme amb aquests assajos.

## Estructura

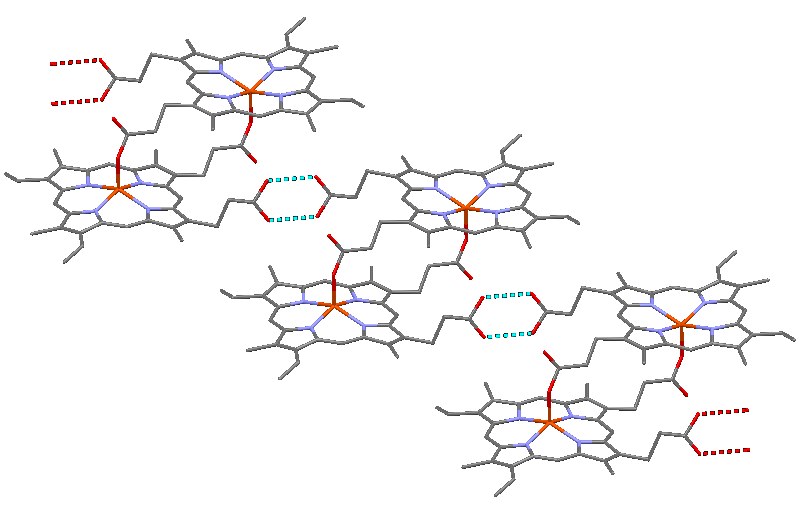
Estructura de l'hemozoïna, mostrant els ponts d'hidrogen entre hematines (línies de punts), i els enllaços de coordinació entre àtoms de ferro i les cadenes carboxilades laterals (línies vermelles)

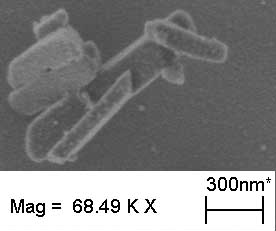
Micrografia electrònica de cristalls d'hemozoïna aïllat del Plasmodi falcípar (paràsit de la malària). Magnificats 68.490 vegades. L'hemozoïna és produïda per biocristal·lizació.

Els cristalls de β-hematina estan formats per dímers de molècules d'hematina que són, a la vegada, units entre ells per ponts d'hidrogen per formar estructures més grans. En aquests dímers, un enllaç de coordinació ferro-oxigen uneix el ferro central d'una hematina a l'oxigen de la cadena carboxilada lateral d'una hematina adjacent. Aquests enllaços recíprocs ferro-oxigen són altament inusuals i no han estat observat en cap altre dímer de porfirines. La β-hematina pot adquirir una forma o bé de dímer cíclic o bé de polímer lineal, una forma polimèrica no ha estat mai observada per l'hemozoïna, refutant la idea àmpliament estesa que l'hemozoïna és produïda per l'enzim hemo-polimerasa.
Els cristalls d'hemozoïna tenen una estructura triclínica i són lleugerament magnètics. La diferència diamagnètica entre l'oxihemoglobina de baix espín i l'hemozoïna paramagnètica pot ser utilitzada per separar aquests dos compostos. També exhibeixen dicroisme òptic, el que significa que absorbeixen llum més fortament al llarg de la seva longitud que a través de la seva amplada, fet que permet la detecció automatitzada de malària. L'hemozoïna és produïda d'una manera que, sota l'acció d'un camp magnètic, dona lloc a un dicroisme òptic característic de la seva pròpia concentració; per tant, la mesura precisa d'aquest dicroisme induït pot ser utilitzada per determinar el nivell d'infecció malarial.

## Inhibidors

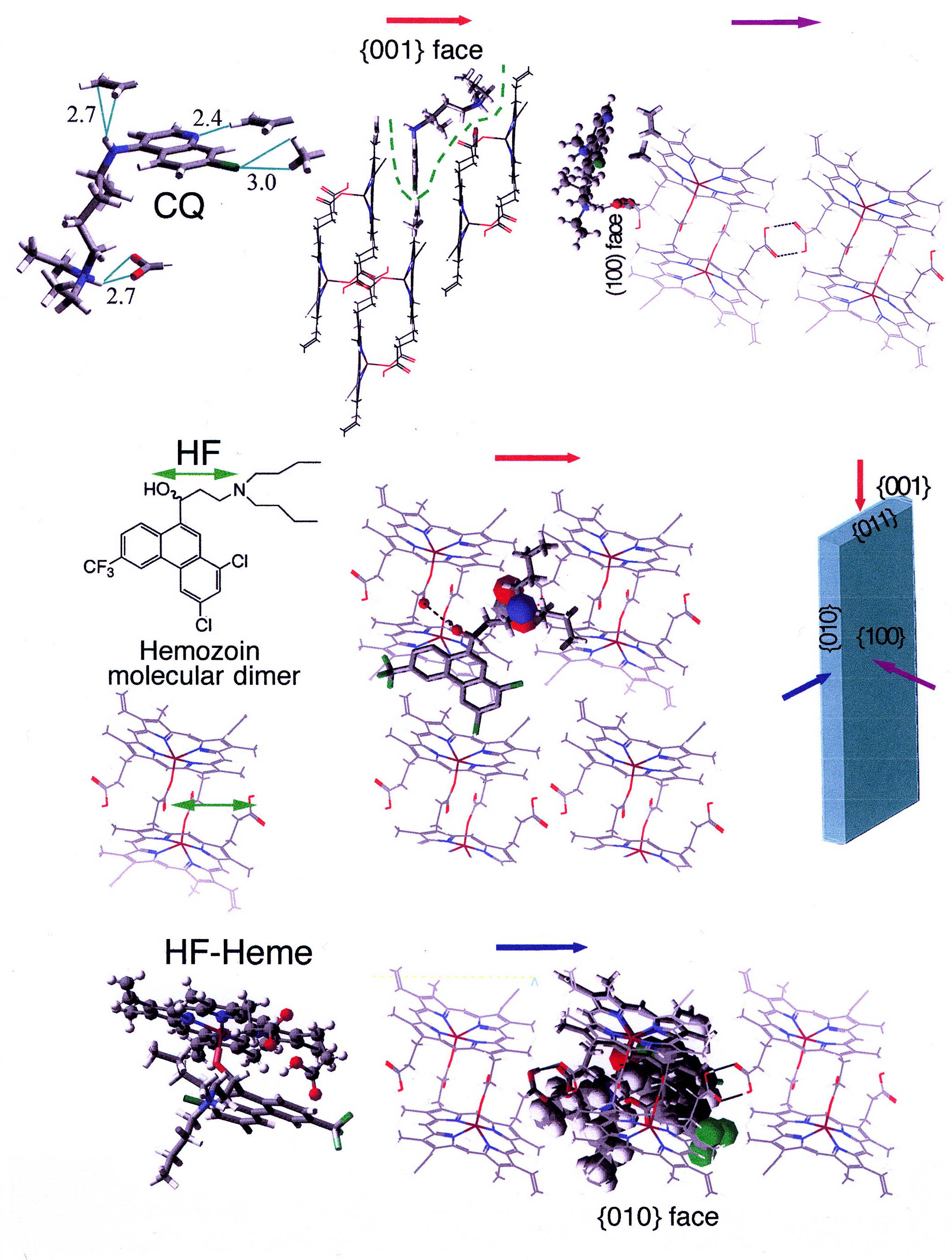
Interacció fàrmac-grup hemo

La formació hemozoïna és un objectiu excel·lent per possibles fàrmacs antimalàrics, ja que és un procés que és essencial per a la supervivència del paràsit de la malària i alhora és absent en l'amfitrió humà. L'objectiu del fàrmac, l'hematina, és derivada de l'amfitrió i es troba en gran part fora del control genètic del paràsit, fet que fa que el desenvolupament de resistència al fàrmac sigui més difícil. Es creu que molts fàrmacs utilitzats clínicament actuen inhibint la formació d'hemozoïna en el vacúol alimentari. Això impedeix la desintoxicació del grup hemo alliberat en aquest compartiment, matant el paràsit.
Els exemples més ben estudiats d'inhibidors de la biocristal·lització de l'hematina són fàrmacs derivats de la quinolina com la cloroquina i la mefloquina. Aquests s'uneixen tant a grups hemo lliures com a cristalls d'hemozoïna, per tant bloquen l'addició de nous grups hemo evitant així el creixement dels cristalls. Es creu que els inhibidors s'uneixen a la cara dels cristalls que és més petita i a la vegada està creixent més ràpidament.

## Rol en fisiopatologia
L'hemozoïna és alliberada a la circulació durant la reinfecció i és fagocitada in vivo i in vitro pels fagòcits amfitrions alterant funcions importants de les seves cèl·lules. La majoria d'alteracions funcionals tenen efectes postfagocítics de llarg termini, com ara la inhibició d'eritropoesi in vitro. Contràriament, s'ha demostrat que una estimulació potent d'esclat oxidatiu a curt termini per part dels monòcits humans ocorre durant la fagocitosi de l'hemozoïna.